# Inga bullata
Inga bullata é uma espécie vegetal da família Fabaceae.
Árvore conhecida através de coleção botânica no Estado de São Paulo e no Estado do Rio de Janeiro, no Brasil.
A espécie ocorre em floresta secundária de várzea e área de pântano.